# Domena (matematika)
U matematici, domena k-mjesne relacije L ⊆ X1 × … × Xk je jedan od skupova Xj, 1 ≤ j ≤ k.
U specijalnim slučajevima za k = 2 i L ⊆ X1 × X2 je funkcija L : X1 → X2, uobičajeno je da se X1 naziva domena ili područje definicije i X2 kodomena ili područje vrijednosti.

## Domena funkcije
Zadanu funkciju f:X→Y, skup X svih ulaznih vrijednosti zovemo domenom funkcije f, a skup svih mogućih izlaznih vrijednosti Y kodomenom. Slika funkcije f je skup svih stvarnih izlaza {f(x) : x je u domeni}. Ponekad se kodomena netočno zove slikom prilikom nerazlikovanja između stvarnih i mogućih vrijednosti.
Dobro definirana funkcija mora preslikavati svaki element domene u element svoje kodomene. Na primjer, funkcija f definirana sa
f(x) = 1/x
nema definiranu vrijednost za f(0).
Stoga, skup R realnih brojeva ne može biti njena domena. U ovakvim slučajevima, funkcija je ili definirana na R\{0}, ili se "rupa" eksplicitno popuni definiranjem f(0).
Ako proširimo definiciju f na
f(x) = 1/x, for x ≠ 0
f(0) = 0,
tada je f definirana za sve realne brojeve i možemo odabrati R kao njenu domenu.
Nad bilo kojom funkcijom se može napraviti restrikcija na podskup svoje domene.
Restrikcija funkcije g : A → B na S, pri čemu jeS ⊆ A, se piše kao g |S : S → B.

## Domena parcijalne funkcije
Postoje dva različita značenja u trenutnoj matematičkoj uporabi u svezi notacije domene parcijalne funkcije. Većina matematičara, uključujući teoretičare rekurzije, koristi termin "domena funkcije f" za skup svih vrijednosti x takvih da je definirano f(x). Neki (osobito teoretičari kategorija), smatraju da je domena parcijalne funkcije f:X→Y jednaka X, neovisno o tome postoji li f(x) za sve x u X.

## Teorija kategorija
U teoriji kategorija, umjesto s funkcijama barata se s morfizmima, koji su jednostavno strelice iz jednog u drugi objekt. Domena bilo kojeg morfizma je stoga objekt iz kojeg strelica započinje. Ovako gledano, mnoge ideje o domenama iz teorije skupova moraju biti ili napuštene, ili preformulirane nešto apstraktnije. Na primjer, notacija restrikcije morfizma na podskup svoje domene mora biti modificirana, uvođenjem koncepta podobjekta.

## Kompleksna analiza
U kompleksnoj analizi, domena je otvoreni povezani podskup skupa kompleksnih brojeva.